# Seznam slovenských leteckých es
Seznam obsahuje slovenská letecká esa z období druhé světové války a počet jejich sestřelů. 
| Jméno             | Letectvo | Potvrzené sestřely | Nepotvrzené sestřely |
| ----------------- | -------- | ------------------ | -------------------- |
| Ján Režňák        | SVZ      | 32                 | 5                    |
| Izidor Kovárik    | SVZ      | 28                 | 1                    |
| Ján Gerthofer     | SVZ      | 26                 |                      |
| František Cyprich | SVZ      | 15                 | 3                    |
| František Brezina | SVZ      | 14                 |                      |
| Rudolf Božík      | SVZ      | 12                 | 1                    |
| Anton Matúšek     | SVZ      | 12                 |                      |
| Jozef Štauder     | SVZ      | 12                 |                      |
| Pavol Zeleňák     | SVZ      | 12                 |                      |
| Otto Smik         | RAF      | 11                 | 1                    |
| Vladimír Kriško   | SVZ      | 9                  | 1                    |
| Alexander Gerič   | SVZ      | 9                  |                      |
| Jozef Jančovič    | SVZ      | 7                  | 2                    |
| František Hanovec | SVZ      | 6                  | 2                    |
| Rudolf Palatický  | SVZ      | 6                  | 1                    |
| Štefan Martiš     | SVZ      | 5                  | 1                    |
| Juraj Puškár      | SVZ      | 5                  |                      |
| Štefan Ocvirk     | SVZ      | 5                  |                      |